# Фридрих XI фон Цоллерн
Фридрих XI фон Цоллерн (Фридрих Старый) (ум. 26 ноября 1401) —  член дома Гогенцоллернов, граф фон Цоллерн (1365—1401).

## Жизнь
Фридрих был младшим сыном Фридриха Страсбургского, графа фон Цоллерна (1344—1365), и Маргариты, дочери графа Бурхарда V фон Гогенберга.
В 1365 году после смерти отца унаследовал его владения. После смерти своего дяди, графа Фридриха IX фон Цоллерна (1377—1379), Фридрих XI стал старшим членом дома Гогенцоллернов. Фогт аббатства Штеттен.
Был членом Лиги Льва, в 1382 году присоединился к Швабском союзу городов. После начала войны между Швабским союзом городов и графом Эберхардом Вюртембергским разорвал свои отношения с Вюртембергом.
В 1388 году Фридрих фон Цоллерн присоединил к своим владения город Хехинген, который ранее удерживал епископ Фридрих Страсбургский. После городских пожаров в 1401 году освободил Хехинген от налогов.
26 ноября 1401 года граф Фридрих XI скончался. Он был похоронен в усыпальнице Гогенцоллернов в аббатстве Штеттен.

## Брак и семья
До 12 января 1377 года женился на Адельгейде (ум. 19 марта 1413), дочери графа Гуго Фюрстенберга. Её брат Иоганн был последним графом Фюрстенберг-Хаслах. Он погиб в битве при Земпахе в 1386 году, не оставив наследников. После смерти шурина Фридрих XI фон Цоллерн унаследовал Бройнлинген, что стало поводом для длительного спора между Гогенцоллернами и Фюрстенбергами.
У Фридриха и Адельгейды было шесть детей:
- Фридрих XII (ум. 1443), граф Гогенцоллерн. Женат с 1407 года на Анне фон Сульц (ум. 1438)
- Эйтель Фридрих I (ум. 1439), граф Гогенцоллерн. Женат с 1432 года Урсуле фон Рецюнс.
- Анна (ум. 1417), монахиня в Штеттене
- Фридрих, каноник в Страсбурге
- Фридрих III (ум. 1436), епископ Констанца с 1433 года
- Фридрих, монах в Райхенау, затем в Эйнзидельне